# Черганівка
Черга́нівка — село Косівського району Івано-Франківської області. Входить до складу Косівської міської громади.

## Географія
Межує з селами Смодна, Кобаки, Старі Кути, Малий Рожин, Бабин. Висота над рівнем моря 415—435 м. Відстань до Косова — 7 км, до залізничної станції Вижниця — 5 км.
Присілки: Приски, Волійці.
Урочища: Галич, Хоминське, Прижіно, Квадратове Поле, Червона Глина, Трепетинське Поле.
Селом протікає річка Волиця, ліва притока Черемошу. На її безіменних притоках у Волійцях розташовані водоспади Волійці (5 м) та Волійці Нижній (3 м).

## Культура та мистецтво
У селі є неповна середня школа, народні доми в Черганівці та Волійцях, де в 1933 р. була відкрита читальня «Просвіти». Самодіяльний фольклорний ансамбль «Вишиванка» при Черганівському народному домі.
Народні промисли: вироби з дерева, пластмаси. 
В селі проживає майстер мініатюрної художньої вишивки Валерій Малиновський (ікони) — кандидат технічних наук, доцент, заслужений працівник культури України.

## Історія
Село засноване в 1644 році на кутських ґрунтах.
У Другій світовій війні загинув 21 житель, в тому числі в УПА — 4 чол. За неповними даними репресовано радянською владою понад 30 чоловік.

## Населення

### Мова
Розподіл населення за рідною мовою за даними перепису 2001 року:
| Мова       | Кількість | Відсоток |
| ---------- | --------- | -------- |
| українська | 983       | 98.89%   |
| російська  | 9         | 0.91%    |
| білоруська | 1         | 0.10%    |
| польська   | 1         | 0.10%    |
| Усього     | 994       | 100%     |

## Релігія
Громада села належить до ПЦУ. Храмові свята — 6 жовтня та 6 травня.
Релігійні споруди:
- церква Зачаття Івана Хрестителя — перевезена в період з 1811 по 1821 роки з с. Красноїлля, пам'ятка архітектури № 1180/1, настоятель о. Михайло Будзан.[3]

- каплиця Різдва Пресвятої Богородиці у Волійцях, храмове свято — 21 вересня.[3]

## Відомі люди
- Волощук Мирослав Михайлович — український історик, доктор історичних наук, професор.